# ミネルヴォワ
ミネルヴォワ （Minervois、オック語:Menerbès）は、ラングドック＝ルシヨン地域圏にある伝統的な地方の名で、エロー県とオード県にまたがる。それは北から伸びるノワール山地の低い丘陵地帯で、オード川が流れ、南はコルビエールで隔てられる。オロンザックは重要な交通の要所で、地方の経済中心地である。
ミネルヴォワという名称は、コミューンのミネルヴから派生している。言語学者によるとMenerbèsはケルト語で石を意味するmen、そして国を意味するerbからなっている。
AOCワインの名称ともなっている。